# Herbert Asquith
Herbert Henry Asquith (1852. szeptember 12. – 1928. február 15.) Oxford és Asquith 1. grófja, államférfi, az Egyesült Királyság miniszterelnöke 1908-tól 1916-ig három cikluson át.

## Élete

### Ifjúkora
Asquith 1852-ben született Nyugat–Yorkshire-ban, Morley városában. A második gyermek volt a családban, egy bátyja és három húga született. Édesapja Joseph Dixon Asquith, egy ruhagyártó vállalat vezérigazgatója, édesanyja Emily Willans volt. Igen szomorú gyermekkora volt, ugyanis két húga fiatalon meghalt. Emellett édesapja is életét vesztette amikor Asquith még csupán nyolcéves volt. Ráadásul bátyja egy súlyos sportsérülést szenvedett, amelynek következtében megállt a növekedésben, édesanyjának pedig szívproblémái voltak. Ilyen család mellett szinte elképzelhetetlen, hogy Herbert egész életében kitűnő egészségnek örvendett.
Édesapja halála után anyai nagyapja William Willans gondoskodott a családról. Asquith-ot a Huddersfield College-be küldte egyetemi tanulmányainak elvégzésére. Később a fulnecki Moravian School, majd a City of London School hallgatója volt. Emellett a híres Oxfordi Egyetemen, a Balliol College-ben is hallgatott rövid ideig, ahol igen nagy hatást tett rá filozófiatanára, Benjamin Jowett. 1874-ben az Oxford Union (Az oxfordi hallgatók szakszervezetének) elnöke lett. Jogi tanulmányainak elvégzése után ügyvédi pályára lépett.
1877. augusztus 23-án feleségül vette Helen Mellandot akitől öt gyermeke született:
- Raymond Asquith (1878 – 1916)
- Herbert Asquith (1881 – 1947)
- Arthur Asquith (1883 – 1939)
- Violet Asquith (1887 – 1969) unokája Helena Bonham Carter
- Cyril Asquith (1890 – 1954)

1894. május 10-én feleségül vette a 12 évvel fiatalabb Margot Tennantot, akitől öt gyermeke született:
- Elizabeth Asquith (1897 – 1945)
- Anthony Asquith (1902 – 1968)
- Hárman a szülés közben életüket vesztették

### Politikai pályafutása
Az 1886-os általános választásokon East Fife régió vezetője lett. Kortársai szerint tehetséges szónok volt, és mélyen liberális párti volt. William Gladstone az akkori elnök, a Brit Liberális Párt alapítója 1887-ben vacsorapartira hívta, itt ismerték meg személyesen egymást. Az 1892-es választások után ismét Gladstone alakíthatott kormányt, amelyben Asquith-ot belügyminiszterré nevezte ki.
Az 1905-ben hatalomra került Sir Henry Campbell-Bannerman kormányában a pénzügyminiszteri címet kapta meg. Campbell-Bannerman 1908-ban lemondott és helyére Asquith-ot nevezte ki miniszterelnöknek. Asquith széles körű és nagy horderejű reformokat kívánt bevezetni, így többször is összetűzésbe került a Lordok Házával. A konzervatívok, (akik nagy többséggel rendelkeztek a Lordok Házában) többször is megbuktatták reformkísérleteit, viszont David Lloyd George segítségével (aki pénzügyminisztere volt) sikerült keresztülvinnie javaslatait a lordok házon, mely végül megszavazta a szükséges büdzsét. Később a liberálisok, kihasználva a Lordok Házának népszerűtlenségét alaposan megnyirbálták a nemesség jogait, háttérbe szorítva ezzel a lordokat. Asquith megnyerte az 1910-es választásokat, és népszerűsége nőttön nőtt. A Lordok Háza és Asquith is V. György brit királyhoz fordult támogatásért. A király engedélyezte Asquith-nak, hogy a konzervatív túlsúly csökkentésére 250 liberális képviselőt válasszanak a Lordok Házába.
1916-ban minisztere, Lloyd George arra a megállapításra jutott egy párizsi ülés folyamán, hogy az akkori politikai vezetéssel a háborút lehetetlen megnyerni. Lloyd George szerint rendkívüli kabinetet kellett volna felállítani amelyben az elnök munkáját egy három főből álló haditanács felügyeli. Ehhez persze támogatók is kellettek, így Llyod George felkereste Maurice Hankey-t a háborús kabinet titkárát, és Bonar Law-t a Konzervatív Párt elnökét, akik mindketten üdvözölték javaslatát. Később a támogatókhoz csatlakozott még Max Aitken és Edward Carson is. 1916. november 25-én terjesztették az elnök elé a reformjavaslatot, aki egy nap gondolkodási időt kért, majd elutasította. A koalíció tagjai azonban nem nyugodtak bele, s Carson kiszivárogtatott információit követően Asquith elnök 1916. december 4-én aláírta a lemondását.
1925-ben a következőket nyilatkozta a trianoni békeszerződésről: „Ez a béke nem államférfiak munkája, hanem súlyos és végzetes tévedések eredménye.”
Lemondását követően 1926-ig a Liberális Párt elnöke volt. (A párt ekkor már javarészt azokból állt, akik nem értettek egyet Llyod George nézeteivel.)

### További élete
1925-ben megkapta az Oxford grófja címet. A politikától 1926-ban vonult vissza, és feleségével élt. Néhány hónapon belül súlyos agyvérzést kapott, amit követően már csak kerekesszékkel tudott közlekedni. Végül 1928-ban hunyt el Berkshire-ben, életének 76. évében. Felesége, Margot 1945-ben halt meg.